# Trofeum Lorenzo Bandiniego

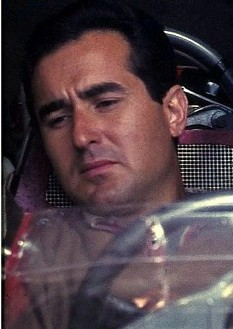
Lorenzo Bandini

Trofeum Lorenzo Bandiniego (wł. Trofeo Lorenzo Bandini) – trofeum, przyznawane  wybitnym postaciom ze świata wyścigów samochodowych, zazwyczaj kierowcom Formuły 1 lub zespołom. Nagroda została ustanowiona w 1992 roku przez Francesco Asirelliego i Tiziano Samorè z gminy Brisighella. Nazwana ona jest na cześć Lorenzo Bandiniego, który zmarł trzy dni po wypadku, do którego doszło podczas Grand Prix Monako 1967, w którym odniósł ciężkie poparzenia.
Laureat otrzymuje ceramiczną replikę samochodu Ferrari 312 F1-67 z numerem 18, używanym przez Bandiniego w 1967. Została ona stworzona przez ceramika Goffredo Gaetę. Trofeum jest przyznawane za szybkość i osiągnięcia na torze, ale także za charakter i podejście do sportu. Zwycięzcę wybiera dwunastoosobowe jury, choć wcześniej był on wyłaniany w głosowaniu mieszkańców Brisighelli. Zwycięzca zostaje uhonorowany podczas ceremonii w Brisighelli, rodzinnej miejscowości Bandiniego, położonej w regionie Emilia-Romania.
Nagroda uważana jest za bardzo prestiżową w świecie wyścigów samochodowych. Pierwszym laureatem został Ivan Capelli w 1992. W latach 1993–1994 nie przyznawano nagrody i nikt nie zdobył trofeum więcej niż raz, w celu umożliwienia innym wygranie tej nagrody. Chociaż nagroda jest zwykle przyznawana kierowcom wyścigowym za osiągnięcia z poprzedniego sezonu, laureatami nagrody byli członkowie zespołu wyścigowego: Luca Cordero di Montezemolo (ówczesny prezes Ferrari; w 1997) i Piero Ferrari (wiceprezes Ferrari; w 2013). Trofeum otrzymywały także zespoły wyścigowe dwukrotnie: Mercedes, za wygranie mistrzostwa świata konstruktorów z silnikiem V6, w połączeniu z technologią hybrydową (w 2015) i Ferrari, z okazji 70 lat budowania własnych samochodów (w 2017).

## Zdobywcy nagrody
| Rok  | Zdobywca                      |
| ---- | ----------------------------- |
| 1992 | Ivan Capelli                  |
| 1993 | nie przyznano                 |
| 1994 | nie przyznano                 |
| 1995 | David Coulthard               |
| 1996 | Jacques Villeneuve            |
| 1997 | Luca di Montezemolo           |
| 1998 | Giancarlo Fisichella          |
| 1999 | Alexander Wurz                |
| 2000 | Jarno Trulli                  |
| 2001 | Jenson Button                 |
| 2002 | Juan Pablo Montoya            |
| 2003 | Michael Schumacher            |
| 2004 | Kimi Räikkönen                |
| 2005 | Fernando Alonso               |
| 2006 | Mark Webber                   |
| 2007 | Felipe Massa                  |
| 2008 | Robert Kubica                 |
| 2009 | Sebastian Vettel              |
| 2010 | Lewis Hamilton                |
| 2011 | Nico Rosberg                  |
| 2012 | Bruno Senna                   |
| 2013 | Piero Ferrari                 |
| 2014 | Daniel Ricciardo              |
| 2015 | Mercedes AMG Petronas F1 Team |
| 2016 | Max Verstappen                |
| 2017 | Scuderia Ferrari              |
| 2018 | Valtteri Bottas               |
| 2019 | Antonio Giovinazzi            |
| 2021 | Charles Leclerc               |
| 2022 | Kevin Magnussen               |